# Until They Get Me
Until They Get Me és una pel·lícula muda dirigida Frank Borzage i protagonitzada per Pauline Starke, Jack Curtis i Joe King. Basada en un guió de Kenneth B. Clarke, i considerat per alguns crítics com un dels millors westerns de la dècada de 1910, es va estrenar el 23 de desembre de 1917.

## Argument
Estem a l'any 1885 a Alberta, Canadà. Kirby cavalca per arribar a temps de veure la seva dona, que ha donat a llum i està moribunda. El cavall és exhaust i en veure un grup de persones intenta canviar el seu cavall per un de fresc, durant la negociació amb un home borratxo es trenca l'ampolla de brandy d'aquest i enfadat treu la pistola. Kirby es veu obligat a matar-lo en defensa pròpia i fuig amb l'altre cavall. Kirby arriba només per descobrir que la dona ha mort i que un fill petit, a càrrec d'una parella d'indis amb els que compartia el ranxo. En aquell moment és arrestat per Selwyn, un jove membre de la Policia Muntada del Nord-oest, que en veure que aquell home no pot ser un assassí a sang freda, li permet dir un últim adéu a la seva dona. Després de visitar el llit de mort de la seva dona, gràcies a l'ajut dels indis, Kirby aconsegueix escapar no sense prometre abans que cada any vindrà a visitar el fill fins que el capturin.
Un any després, el fugitiu torna cada any torna i en el camí coneix Margy, una petita criada explotada en una granja que ha decidit fugir farta dels maltractes. Kirby l'ajuda a travessar la frontera cap al Canadà on és acollida per la Policia Muntada. Anys més tard, Margy i Selwyn s'enamoren i ell li parla de l'únic home que se li havia escapat tot mostrant-li la foto de Kirby. Innocentment, Margy descobreix a Selwyn les visites anuals de Kirby al seu fill, i finalment el fugitiu és arrestat. Finalment, amb l'ajut de Selwyn i Margy es demostra que va actuar en defensa pròpia, i tot acaba feliçment quan Kirby és absolt.

## Repartiment
- Pauline Starke (Margy)
- Jack Curtis (Kirby)
- Joe King (Selwyn)
- Wilbur Higby (Draper)
- Anna Dodge (Mrs. Draper)
- Walter Perry (sergent Blaney)